# Штибель, Теодор
Теодор Герман Фридрих Штибель (Theodor Hermann Friedrich Stiebel; 28 февраля 1894 г., Брауншвейг — 9 сентября 1960 г., Хольцминдене) — немецкий инженер, автор более 100 изобретений; бизнесмен, один из пионеров создания и продвижения электроводонагревательной техники. Основатель фирмы «Доктор Теодор Штибель Верке ГмбХ & Ко. КГ» (Dr. Theodor Stiebel Werke GmbH & Co. KG). Участник Первой мировой войны, соавтор уникальных мемуаров о боях на Месопотамском ТВД.

## Биография

### Семья и школьное обучение
Теодор Штибель был единственным ребёнком в семье плотника Германа Фридриха Кристиана Штибеля (*30 ноября 1856 в Алуме, † в 1915 г. в Брауншвейге) и его жены Хермины Августы Штибель, урожденной Бекманн (* 8 июля 1868 в Бруклине, США). 

Семейство отца проживало в Гросс-Денкте и Алуме (округ Вольфенбюттель) и занималось сельским хозяйством и ремеслом. В период экономического подъёма в герцогстве Брауншвейг его отец занимал пост окружного плотника и хорошо зарабатывал во время активного строительства. Семья отца владела ткацкой и швейной мастерской в Гандерсхайме. Затем семья переехала в США, но через 10 лет (незадолго до рождения Теодора) вернулась в Германию.
В 1897 г., когда Теодору Штибелю было три года, его родители переехали в собственноручно построенный дом на улице Каландштрассе, 6, в Брауншвейге. В 1908 году состоялась конфирмация Теодора Штибеля в церкви Санкт-Мартин в Брауншвейге. 

С 1900 по 1904 г. он посещал городскую бюргерскую школу, а затем — школу им. Гаусса, которую окончил с отличием весной 1913 г. В 1913 г. он начал учёбу в Техническом институте Брауншвейга по специальности «машиностроение».

### Первая мировая война
С началом Первой мировой войны, Теодору пришлось прервать учёбу. 5 октября 1914 г. он был призван на сборный пункт новобранцев 3-го Королевского Прусского железнодорожного полка (см. Железнодорожные войска) в Ханау. Подразделение было командировано сначала в Галицию, затем — переброшено в Радвилишкис в Литве. 22 января 1915 г. на «Восточном фронте» начался массированный германский натиск из Восточной Пруссии против Русской царской армии. В это время на родине умер его отец, Герман Штибель. 27 июля 1916 г. Теодор Штибель был произведён в лейтенанты. В конце 1916 г. он был направлен в крепостную железнодорожно-эксплуатационную роту N-о 1, которая участвовала в наступлении австро-германских войск против Румынии.
За короткое время австро-венгерские, немецкие и болгарские войска заняли большую часть Румынского Королевства. 6 декабря 1916 года Центральные державы взяли румынскую столицу Бухарест. Штибеля в январе 1917 года откомандировали в румынский город Плоешти, в ремонтный железнодорожный цех, на пост офицера инженерно-технического профиля.
Осенью 1917 г. Штибель был из Плоешти направлен в Сирию, на территорию Османской империи. С 30 октября 1917 г. он служил адъютантом в специальной железнодорожной роте N-о 6. Среди прочего, подразделение занималось строительством локомотивных депо и складов для Багдадской железной дороги (Bagdadbahn), а также прокладывало железную дорогу нормальной колеи по полевым линиям Анатолийской железной дороги (Chemins de Fer Ottomans d’Anatolie, CFOA): для использования немецких локомотивов на турецких железнодорожных путях.
Вплоть до конца войны Штибель преимущественно находился в полосе Багдадской железной дороги, обслуживая ж. д. узлы таких городов, как Адана, Алеппо, Аль-Муслимийя (Аl-Muslimiyya), Курт-Калак и Тал-ар-Рифат. После битвы у Мегиддо (1918) и Мудросского перемирия с Антанты с Турцией в октябре 1918 г., началось спонтанное отступление немецких войск из арабских пределов. Сначала Штибель двигался на грузовом транспорте, потом — багдадским поездом; берегов Мраморного моря поезд достиг 16 ноября 1918 г. Далее последовал переезд по Анатолийской железной дороге до вокзала Стамбул-Хайдар-паша, где его подразделение 21 ноября 1918 г. было интернировано войсками союзников.
16 января 1919 г. произошло размещение германских войск на построенном в 1910 г. пароходе «Лили Рикмерс». 1 марта 1919 г., после приема ровно 2600 немецких солдат, пароход отплыл из Константинополя и прибыл в порт Гамбурга 22 марта 1919 г. 30 апреля 1919 г. Штибель был уволен со службы в армии и в том же году опубликовал, в соавторстве с Георгом Фодермайером и Йозефом Поппером (оба — баварцы из Мюнхена) книгу мемуаров «Машинист немецкого локомотива во время Мировой войны». Книга, опубликованная издательством «Георг Кёниг» в Берлине, была посвящена немецкому персоналу, трудившемуся на локомотивах и в железнодорожных мастерских.

### Дальнейшая учёба
Финансовые трудности после Первой Мировой войны привели к продаже родительского дома в Брауншвейге в 1919 г. Мать Штибеля осталась в Брауншвейге и переехала на ул. Каланд-штрассе, 17 — а позже на Кампес-штрассе, 26 (ныне — Оттмер-штрассе, 9). Благодаря продаже дома, Штибель смог заплатить за возобновление своего обучения. В 1920 г. он окончил Технический институт Мюнхена по специальности «дипломированный инженер», а после практики в Нюрнберге в 1921 г. окончил обучение экономике в Техническом институте Берлина.
С 1 февраля 1922 г. до 31 марта 1924 г. он был ассистентом кафедры станков и производственных предприятий в Техническом институте Берлина и одновременно писал диссертацию в Университете Фридриха Вильгельма в Берлине (на тему «Применение на практике экономических основ как фактор в экономической жизни Германии»), с целью получения степени доктора политических и экономических наук.
В октябре 1923 г. Штибель связался со своем дядей Карлом Реезе из Хольцминдена и предложил ему специальную конструкцию кухонных плит и электрических обогревателей, которую предприятие Реезе выпускало впоследствии до 1944 г. В процессе совместной работы с Реезе, возникла идея создания цилиндрического погружного электрокипятильника, вместо имеющегося на рынке в то время поршневого погружного кипятильника, который быстро перегревался.

### Создание и становление фирмы
1 апреля 1924 г. Теодор Штибель открыл в берлинском центральном районе Кройцберг фирму «ЭЛТРОН Д-р Теодор Штибель», офис которой находился по адресу: Райхенбергер-штрассе, 143, а стартовый капитал составлял 20 000 имперских марок. По свидетельству о регистрации, начало деятельности фирмы датируется 5-м мая 1924 года. Деньги на фирму ему одолжил дядя Карл Реезе, который владел в Хольцминдене металлообрабатывающей (консервной) фабрикой .
Запатентовав своё изобретение — первый в мире цилиндрический погружной электрокипятильник с полым цилиндром (толщина стенки 3 мм), который впечатлил посетителей Лейпцигской весенней выставки в 1924 г. своим быстрым нагреванием и коротким сроком охлаждения, он заложил основу начавшегося в 1925 г. крупносерийного производства этих и других изделий. Первые 100 тестовых образцов для выставки изготовил ещё Карл Реезе в Хольцминдене.
В 1927 году начат выпуск первого минибойлера мощностью в 1000 ватт, с революционным на тот момент «2-ступенчатым переключением». Этот прибор получает первым в Германии знак качества «VDE». В 1927 же году был открыт первый зарубежный филиал фирмы «ЭЛТРОН» — в Лондоне. К этому времени в фирме было задействовано 30 сотрудников.
В 1928 году было начало производство первого двухступенчатого маломощного проточного нагревателя (1000 Вт) с фарфоровым корпусом, годовая выработка составила 35 500 штук. Фирменное наименование из «Элтро» превратилось в «Элтрон», логотип был создан Паулем Реезе из Хольцминдена, отцом Карла Реезе.
В 1929 году был открыт филиал в Цюрихе.
В 1931 году был разработан проточный накопитель с резервуаром емкостью 3 л, который нагревал воду за счет двух нагревательных элементов мощностью по 500 Вт с возможностью регулирования термостатами… Спектр продуктов существенно расширяется. Он охватывает переливные, высоконапорные и аккумулирующие водонагреватели. Их объём составляет, в зависимости от модификации, до 600 литров. Проточный бойлер, выброшенный на рынок в этом году, позволяет моментально нагревать воду.
В 1932 г. компания «Элтрон» представила на выставке электронагревательных приборов в Эссене выставочный стенд водонагревательных приборов емкостью от 3 до 600 литров. В 1934 г. состоялся переезд из берлинского района Кройцберг на Эресбург-штрассе 22-23 в берлинский район Темпельхоф, так как уже не хватало прежних площадей. Ровно 150 сотрудников были заняты на производстве, годовой оборот составил миллион имперских марок.
В 1937 г. брэнд «The ELTRON» приобрёл огромную популярность в Буэнос-Айресе. В том же году неутомимый Теодор Штибель предпринял поездку по Южной и Северной Америке. В последующие годы продукты, изготовленные по немецкой технологии, покоряют не только Америку, но и все пять континентов!.. В том же 1937 году, в свете неуклонной милитаризации экономики, власти III Рейха запретили предприятию Штибеля использовать медь в бойлерах.
Однако, несмотря на трудности, ассортимент изделий постоянно возрастал, и до 1938 года было получено 35 немецких и 12 зарубежных патентов. С 1938 г. началось производство кипятильных автоматов различных размеров для промышленного назначения (использования в ресторанах и на крупных кухонных производствах). В 1938 г. было изготовлено ровно 208 000 погружных кипятильников, 4050 накопителей для ванн и 620 кипятильных автомата. Только 5 % из них ушло на экспорт. В 1939 году предприятие насчитывало уже 350 работников, а годовой оборот составил 3,2 млн имперских марок.

### Вторая мировая война
Во время Второй мировой войны предприятие было переведено на производство оборонных изделий для военной авиации. Из-за опасности бомбардировок союзными войсками части производства были переведены в июле 1941 г. в городе Бишвайлер, в Эльзасе под именем «Эльтермо» (с числом работников 200 чел.), а в августе 1943 г. — в Любско (нем. название: Зоммерфельд) в Лужиции (Лаузитце) (с числом работников 375 чел.).
В 1943 г. офис фирмы и завод в Берлине-Темпельхофе подверглись бомбардировке, летом 1943 г. состоялся переезд в Хольцминден, на юг Нижней Саксонии. Большую часть оборудования удалось спасти и своевременно вывезти по железной дороге из Берлина в Хольцминден. С 1 апреля 1944 г. работу на предприятии продолжили сотрудники из числа постоянного берлинского штата, новые работники из Хольцминдена, а также военнопленные (преимущественно итальянцы), занятые на принудительных работах. Служба планирования Исследовательского совета Германии выдала фирме заказы на изготовление высотных рулевых механизмов с двумя рулями (размерами примерно 60-70 см) для самолета-снаряда «Физелер-Фи-103» (называемого также V1). Готовые детали были транспортированы по железной дороге из Хольцминдена в концентрационный лагерь Дора-Миттельбау (неподалёку от Нидерзаксверфена) для их последующей обработки.
Во время войны на различных заводах фирмы «Штибель-Элтрон» изготавливались также противообледенительные устройства и электрические соединительные провода для пулеметов самолетов-бомбардировщиков, специальные печи для бомбоубежищ (было изготовлено ровно 50 000 штук), а также электронагрев прожекторов зенитных пушек. Летом 1944 г. перед главным зданием завода «Штибель Элтрон» в Хольцминдене был построен бетонный бункер площадью 80 кв. м.

## После 1945 года
После окончания войны на заводе в Хольцминдене, под управлением американской военной администрации, работало 2500 человек. Существовало множество запретов на производство; кроме того, завод стоял под угрозой ликвидации. В процессе создания зон оккупации, город Хольцминден, в том числе и завод, попал под управление британской армии, штаб которой находился в Хильдесхайме. С июля 1945 г. рядом с территорией завода, стоящего перед угрозой ликвидации, постепенно возобновлялось гражданское производство. Так, вскоре после войны фирма «Штибель Элтрон» начала производить сковородки, кастрюли и разбрызгиватели, а также кухонные плитки, сушильные печи с циркуляцией воздуха, отражательные печи и электрогрелки. Производство водонагревательных приборов возобновилось в Хольцминдене (где на тот момент трудилось 400 человек) только в 1946 г. На заводах в Берлине и Мюнхене («Эльтермо») тоже началось производство, кроме того, наладился сбыт электроугольных водонагревателей.
17 октября 1947 г. союзными войсками было принято решение демонтировать оборудование. Предполагалось, что основная его часть подлежала отправке в Советский Союз.
С 1949 года началось производство нового гидравлического проточного нагревателя с обозначением DH18.

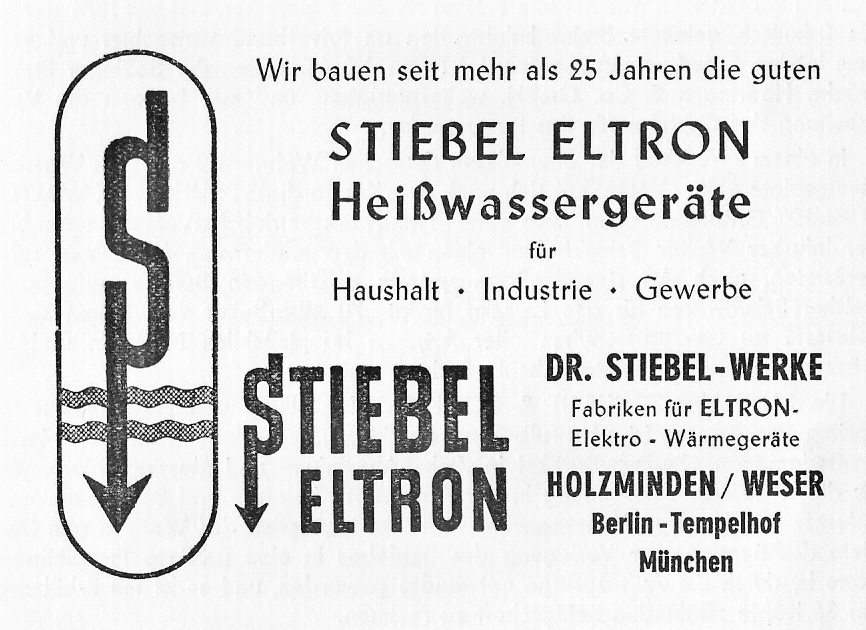
Реклама с логотипом группы компаний «Штибель Элтрон» с 1950 по 1970 гг.

В 1952 году фирма «Штибель Элтрон» стала производить бортовые кухни для пассажирских самолетов, а с 1957 года соответствующие кофейные аппараты для рейсовых самолетов и небольшие бойлеры.

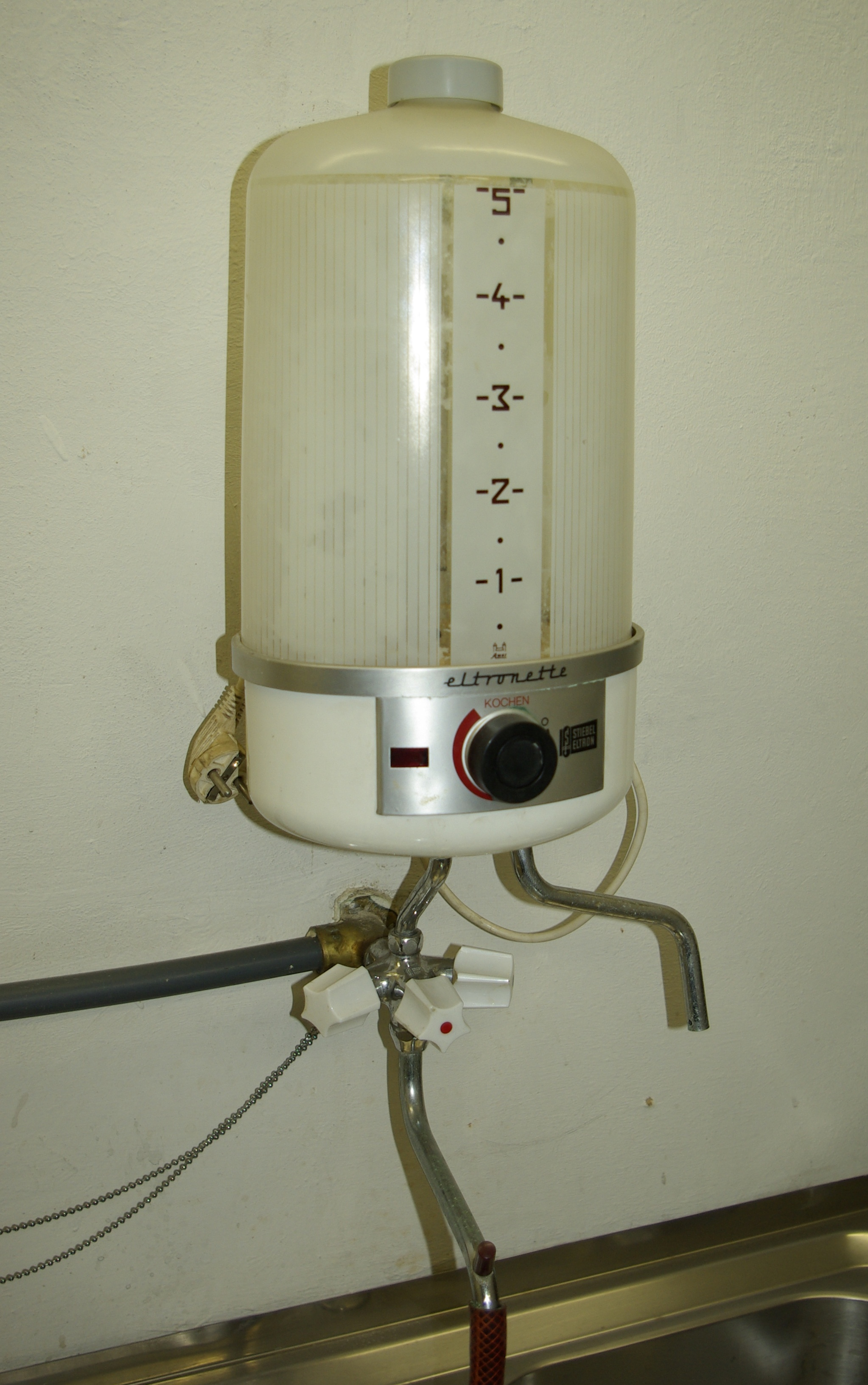

В 1953 году численность работников составляла 548 человек. Компания «Штибель Элтрон» достигла оборота в 12,6 млн немецких марок. В 1954 году на трех заводах предприятия трудилось 750 человек, 35 процентов из них были переселенцами-фольксдойчами из Судетенланда, Югославии, Польши, Венгрии.
Первый кипятильник объёмом 5 литров типа ЕВК 5 был произведен в 1958 году, и в этом же году объёмы его производства достигли 145 000 штук.
На 60-й юбилей Теодор Штибель получил орден «За заслуги перед Федеративной Республикой Германия». В 1960 г. Теодор Штибель покончил жизнь самоубийством в возрасте 66 лет.

## Семья
В 1930 г. Штибель женился, а в 1944 г. развелся. В этом браке детей не было. В 1947 г. он снова женился, и во втором браке — с Маргрет Штибель — родилось трое детей: дочь и два сына — последующих наследника предприятия Франк и Ульрих (* 10 сентября 1949 г.) Штибели.
Вдова Маргрет Штибель позже вышла замуж за коммерсанта Курта Шона (Kurt Schön), который в 1970-е годы управлял фирмой «Штибель Элтрон».